# Roque (deporte)

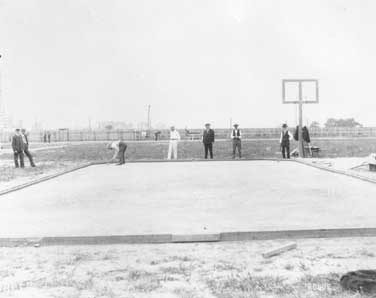
Una competición de Roque.

Roque es un deporte, versión estadounidense del croquet que se juega con un martillo y una superficie lisa. Se hizo popular en primer cuarto del siglo XX y fue llamado por entusiastas "el juego del Siglo", fue deporte olímpico y se jugó en los Juegos Olímpicos de San Luis 1904.
Roque se juega en arena dura o una superficie arcilla de 30 por 60 pies (aproximadamente el 9 por 19 m) de corte rodeado por un muro, un bordillo biselado en los extremos para formar un octágono. Los jugadores usan este muro de bolas de carambola similar a las bolas de billar de cómo se juegan fuera de los cojines de una mesa de billar. 
Unas portezuelas, llamados arcos, están permanentemente anclado en el corte. Los arcos son estrechos. El corte tiene diez arcos en siete puntos configurado en un diamante doble (o la figura-8). Los dos puntos más lejanos final y el punto central de la figura-8 son arcos dobles (uno después del otro), mientras que los cuatro lados (o en la esquina) los puntos tienen arcos únicos